# Parc national du Paradis slovaque
Le parc national du Paradis slovaque (en slovaque: Národný park Slovenský raj) est l'un des neuf parcs nationaux de Slovaquie, situé dans l'est du pays, au nord des monts Métallifères slovaques (en slovaque: Slovenské rudohorie). 
La superficie du parc est de 197,63 km2 en zone centrale et de 130,11 km2 en zone périphérique soit un total de 327,74 km2. Le parc comprend 19 réserves naturelles dont 11 réserves naturelles nationales. 80 % de la surface est constitué de forêts. 
Les randonneurs ont à leur disposition 300 km de chemins balisés et de nombreux itinéraires empruntent des torrents. Le parc comporte plus de 350 grottes mais seule la grotte de glace de Dobšiná, classée au patrimoine mondial de l'UNESCO, est ouverte au public.

## Géographie

### Localisation
Le parc est situé dans la moitié Est de la Slovaquie et au sein de la chaîne de montagnes des Carpates occidentales. Il fait partie de différentes régions : la région de Banská Bystrica (district de Brezno), la région de Prešov (district de Poprad) et la région de Košice (districts de Spišská Nová Ves et de Rožňava). Le Paradis slovaque est bordé par les Basses Tatras à l’ouest, la partie centrale des monts Métallifères slovaques au sud (Monts de Volovec et Monts de Stolica) et le bassin de la rivière Hornád au nord et au nord-est.

### Relief
Le point culminant du parc est le Predná hoľa à 1 545 mètres d’altitude. Le Rocher du Corbeau (en slovaque Havrania skala) culmine à 1 153 mètres et offre une vue panoramique sur le parc. Un plateau rocheux connu sous le nom de Tomášovský výhľad est très populaire auprès des grimpeurs et des visiteurs pour sa vue unique situé à 680 mètres. Le point le plus bas se situe à la limite nord-est du parc, à la surface de la Hornád avec 470 mètres d’altitude.

### Hydrographie
Les nombreux ruisseaux et rivières sont un élément essentiel du parc. Ces cours d'eau ont formé de nombreuses gorges, canyons étroits, vallées, grottes et des cascades. La rivière Hornád étant la plus importante de la région. Les gorges de la Veľký Sokol qui s'étendent sur 4,5 kilomètres sont les plus longues ainsi que les plus célèbres. Le Prielom Hornádu est le plus long canyon avec 11,7 kilomètres. Il contient également la plus grande diversité d'espèces. La cascade de Závojový vodopád, haute de 70 mètres, est la plus grande du parc.
Il existe également des plans d’eau, tous créés artificiellement pour faciliter les sports nautiques, la baignade, la pêche et d'autres activités récréatives. Par le passé, certains ont servi à transporter le bois par le moyen du flottage.
Le plus grand réservoir d'eau est le Palcmanská Maša, créé en 1956, qui couvre une superficie de 0,85 km2.

## Faune et flore
Le parc national contient environ 4 000 espèces d’invertébrés, dont plus de 2 100 espèces de papillons, 400 espèces d’insectes et 150 espèces de mollusques. Les vertébrés sont représentés par environ 200 espèces, dont 130 sont protégées. Quarante espèces de mammifères comprennent l’ours brun, le renard, le loup, le chat sauvage européen, le cerf élaphe, le sanglier et la martre. Le parc national abrite 65 espèces menacées, dont le faucon sacre, la cigogne noire, la loutre d’Europe et l’écureuil européen,.  
Les forêts couvrent 90% du parc. Les arbres les plus répandus sont le hêtre, l’épinette, le sapin et le pin. Le parc abrite 930 espèces de plantes, dont 35 sont protégées. Le parc contient 6 plantes endémiques, qui lui sont exclusivement indigènes et 19 plantes endémiques exclusivement originaires des Carpates occidentales ,.

## Galerie

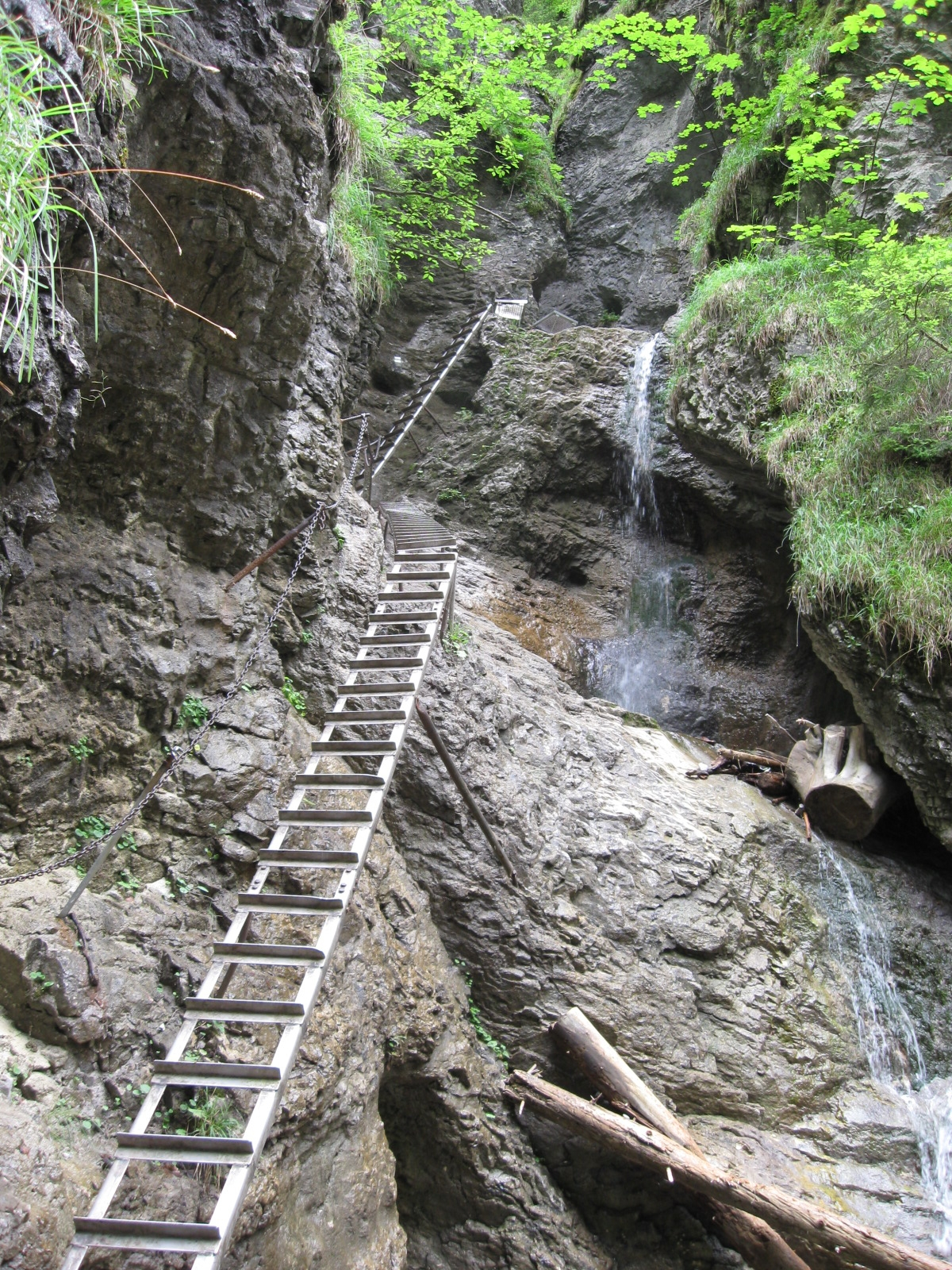
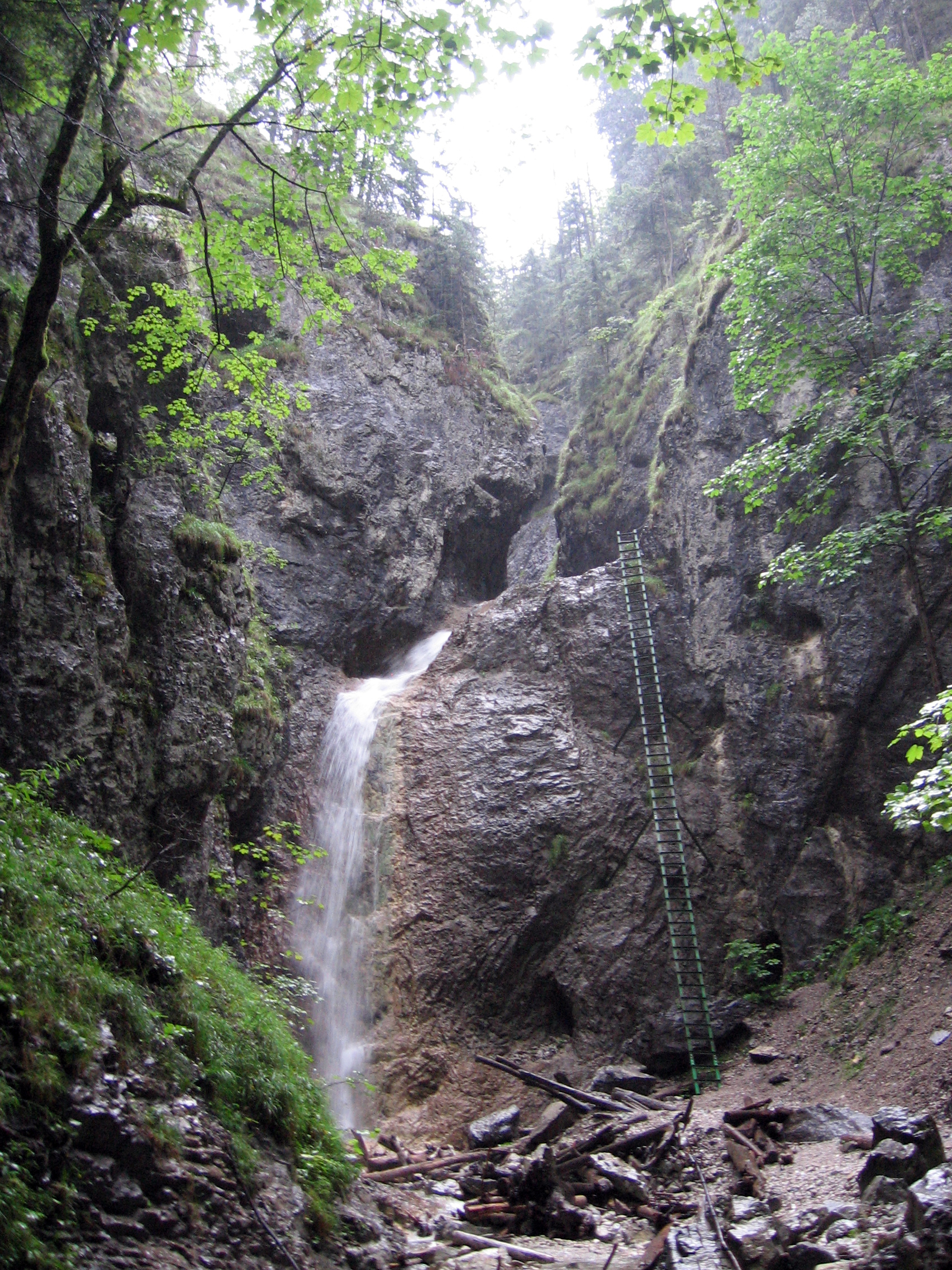
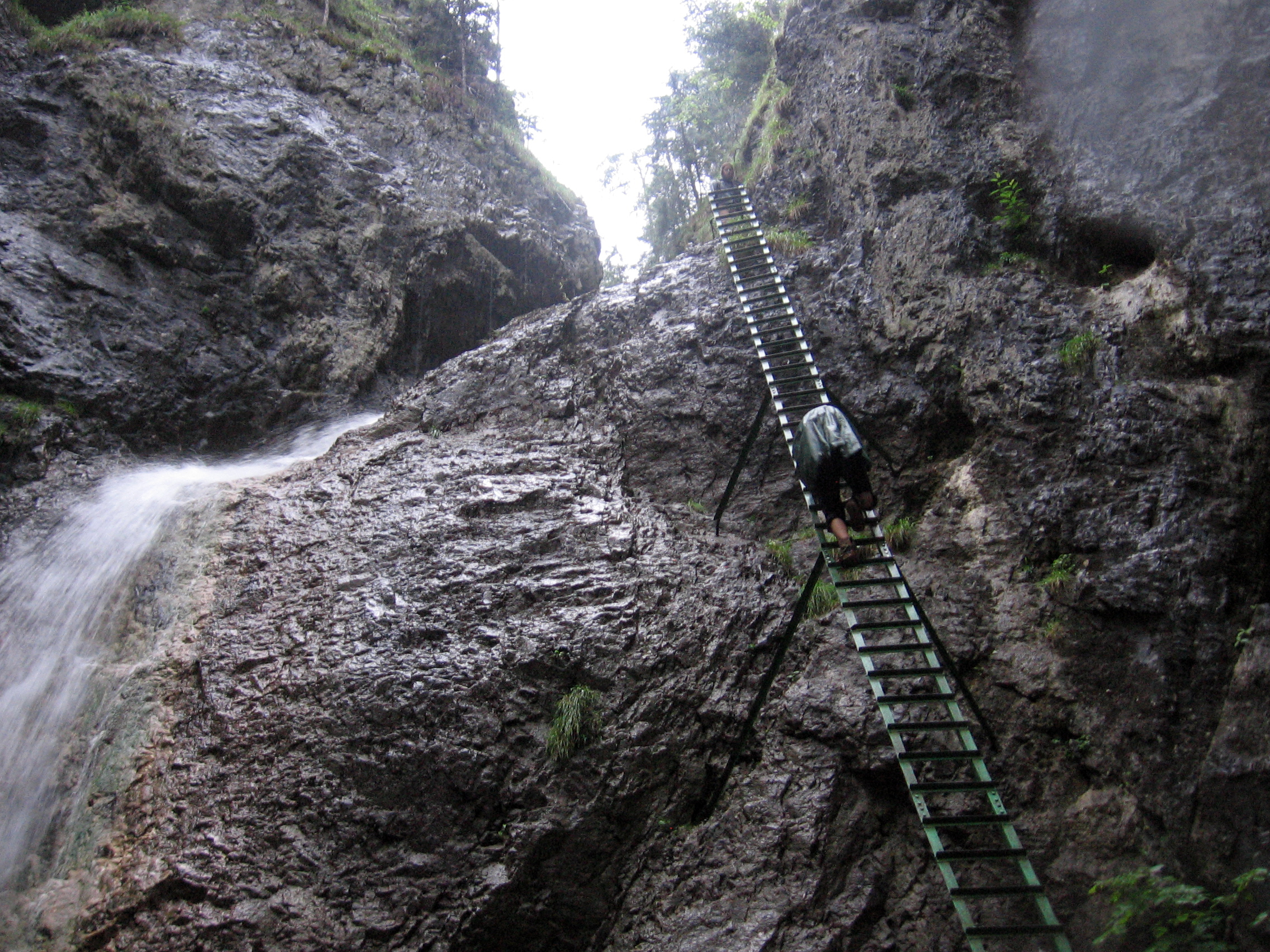
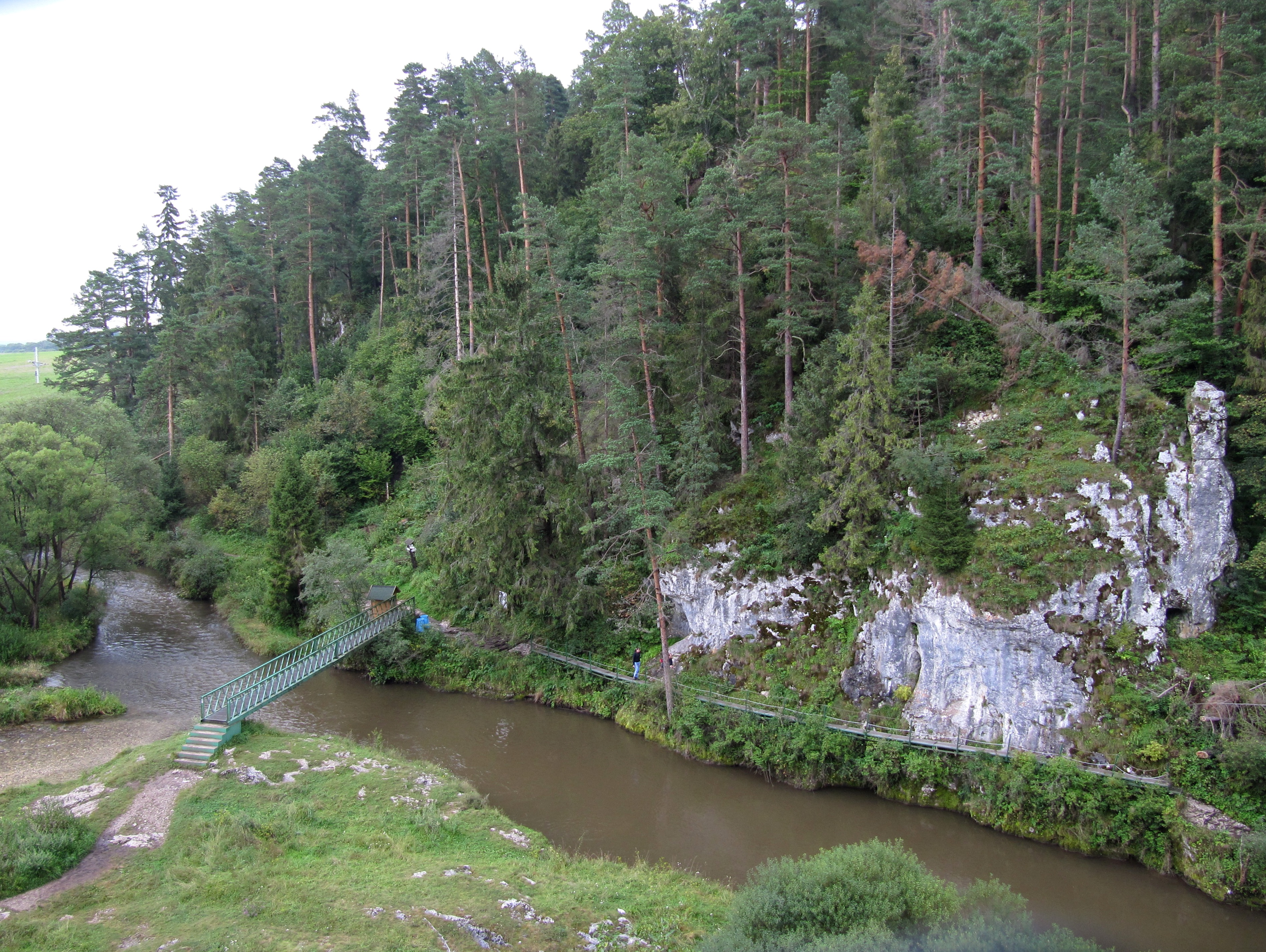
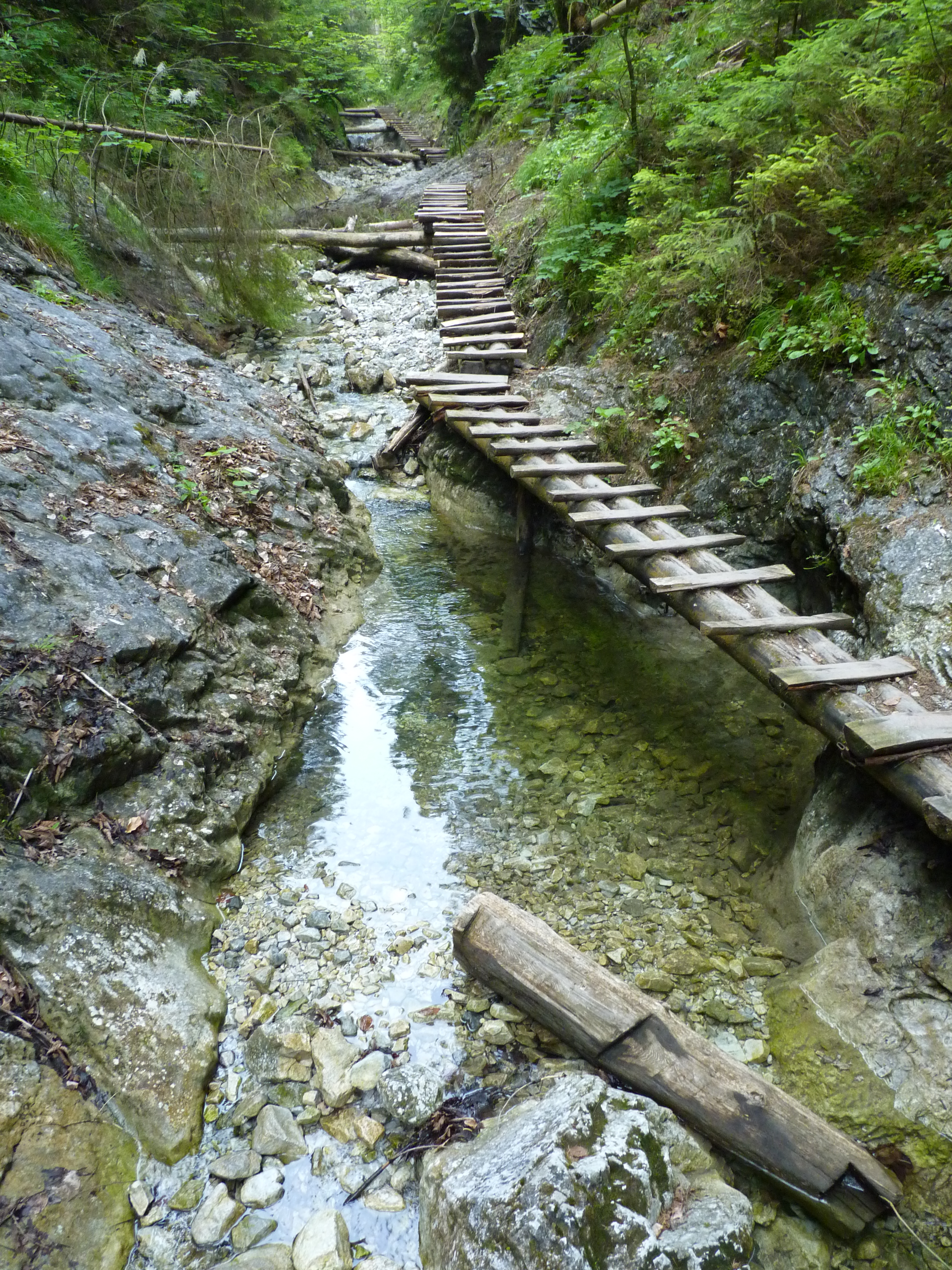
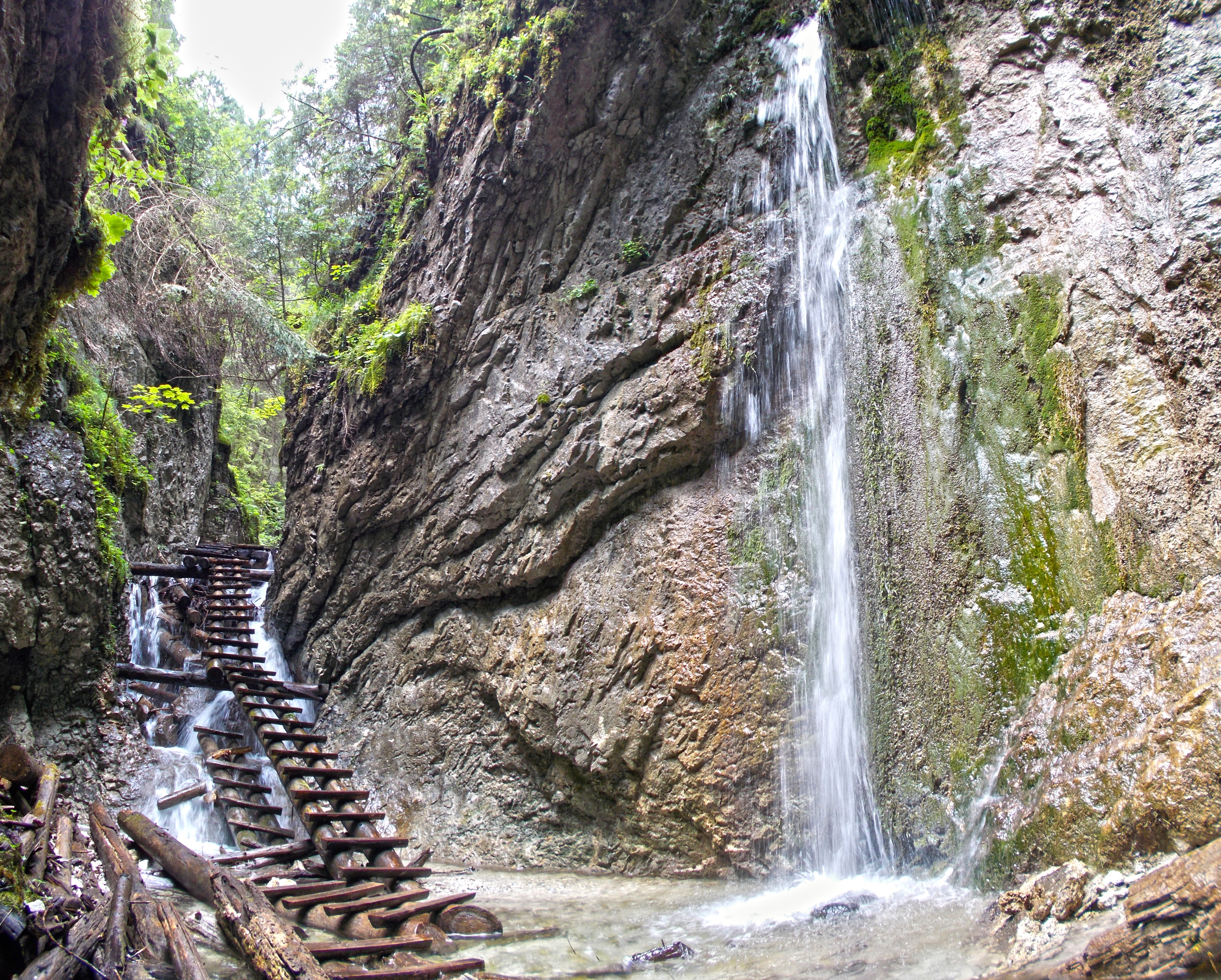